# Éditions des Falaises
Les Éditions des Falaises sont une maison d'édition française fondée à Fécamp en 2000. 

## Histoire
Elles sont absorbées par PTC (Pessiot, Tierce Communication) et le groupe Hersant Média en 2006, puis reprises par Xavier Marin en 2012. L'entreprise s'installe à Rouen en 2012.